# Camila Vallejová
Camila Vallejová (* 28. dubna 1988 v Santiago de Chile, Chile) je chilská komunistická aktivistka a studentka geografie na Universidad de Chile. V letech 2010 — 2011 byla předsedkyní studentské organizace FECH, od roku 2011 je členkou ústředního výboru Komunistické mládeže Chile. Od května 2011 organizovala studentské protesty proti systému soukromých škol, které vybírají školné ve výši nedostupné pro chudší obyvatele. Občanská nespokojenost vyvrcholila generální stávkou 25. srpna 2011. Vallejové bylo za její aktivity několikrát vyhrožováno smrtí, proto jí Nejvyšší soud přidělil ozbrojenou ostrahu. Časopis Time zařadil Camilu Vallejovou mezi nejdůležitější osobnosti roku 2011.